# Río Arriba Poniente
Río Arriba Poniente es un barrio ubicado en el municipio de Manatí en el estado libre asociado de Puerto Rico. En el Censo de 2010 tenía una población de 1857 habitantes y una densidad poblacional de 85,96 personas por km².

## Geografía
Río Arriba Poniente se encuentra ubicado en las coordenadas 18°22′55″N 66°30′53″O / 18.38194, -66.51472. Según la Oficina del Censo de los Estados Unidos, Río Arriba Poniente tiene una superficie total de 21.6 km², de la cual 21.51 km² corresponden a tierra firme y (0.42%) 0.09 km² es agua.

## Demografía
Según el censo de 2010, había 1857 personas residiendo en Río Arriba Poniente. La densidad de población era de 85,96 hab./km². De los 1857 habitantes, Río Arriba Poniente estaba compuesto por el 87.45% blancos, el 4.85% eran afroamericanos, el 0.11% eran amerindios, el 6.09% eran de otras razas y el 1.51% pertenecían a dos o más razas. Del total de la población el 99.35% eran hispanos o latinos de cualquier raza.